# بيتر جاكسون (لاعب تنس الطاولة)
بيتر جاكسون (بالإنجليزية: Peter Jackson) هو لاعب تنس الطاولة نيوزيلندي، ولد في 22 أكتوبر 1964.

## وصلات خارجية
- بيتر جاكسون على موقع منظمة تنس الطاولة العالمي (الإنجليزية)
- بيتر جاكسون على موقع اللجنة الأولمبية الدولية (الإنجليزية)
- بيتر جاكسون على موقع أوليمبيديا (الإنجليزية)
- بيتر جاكسون على موقع اللجنة الأولمبية النيوزيلندية (الإنجليزية)
- بيتر جاكسون على موقع اتحاد ألعاب الكومنولث (مؤرشف) (الإنجليزية)